# Circuito Franco-Belga
O Circuito Franco-Belga (em 2012 Tour de Wallonie Picarde-Franco-Belge e entre 2013 e 2021 Tour de Eurométropole) é uma corrida de ciclismo profissional realizada anualmente entre a França e a Bélgica no final de setembro ou início de outubro.
Realizada desde 1924, é tradicionalmente a última corrida belga por etapas da temporada e foi suspensa apenas no período 1940-1954 e em 1968.
A corrida termina na cidade belga de Tournai e é disputada em quatro etapas retas, na sua maioria planas, que geralmente terminam numa chegada ao sprint. Por causa disso, as diferenças na classificação geral raramente são grandes.
Desde a criação dos Circuitos Continentais UCI em 2005, até 2015, fez parte do UCI Europe Tour dentro da categoria 2.1. Em 2016, com a redução para um único dia, passou para a categoria 1.1, chegando à categoria 1.HC em 2017.
Em 2013 a prova mudou de nome para Tour de Eurométropole, nome que se manteve até 2021 para voltar ao original em 2022.
Em 1970 ela teve dois vencedores.

## Palmarés
| Ano                                                 | Vencedor                          | Segundo               | Terceiro                       |           |
| --------------------------------------------------- | --------------------------------- | --------------------- | ------------------------------ | --------- |
| Circuito Franco-Belga (Circuit franco-belge)        |                                   |                       |                                |           |
| 1924                                                | Julien Perrain                    | G. D'Haene            | Camille Van De Casteele        |           |
| 1925                                                | Julien Vervaecke                  | Gaston Rebry          | Aubert Winsingues              |           |
| 1926                                                | Julien Vervaecke                  | Maurice Declerck      | Louis Vanderaspialles          |           |
| 1927                                                | Maurice Denamur                   | Valentin Tondeur      | Henri Caron                    |           |
| 1928                                                | Alfons Ghesquière                 | Rémi Decroix          | Aubert Winsingues              |           |
| 1929                                                | Alfons Ghesquière                 | Félicien Vervaecke    | Jules Pyncket                  |           |
| 1930                                                | Henri Deudon                      | Jean Dhondt           | Jules Pyncket                  |           |
| 1931                                                | Maurice Van Hee                   | André Vanderdonckt    | Leon Delobelle                 |           |
| 1932                                                | Gustave Beckaert                  | Georges Waelkens      | Albert Beckaert                |           |
| 1933                                                | Raymond Debruyckere               | Albert Vandaele       | Gérard Desmet                  |           |
| 1934                                                | Cyriel Van Overberghe             | J. Descamps           | Julien Heernaert               |           |
| 1935                                                | Cyriel Van Overberghe             | Marcel Kint           | Robert Van Eenaeme             |           |
| 1936                                                | Maurice Deschamps                 | A. De Keukelaere      | Robert Van Eenaeme             |           |
| 1937                                                | Louis Van Daele                   | Roger Vandendriessche | De Maerck                      |           |
| 1938                                                | Hector Lanssens                   | Victor Codron         | Roger Lanssens                 |           |
| 1939                                                | Michel Hermie                     | Julien Stadsbaeder    | Bielewets                      |           |
| 1940-1954 ediciones no realizadas                   |                                   |                       |                                |           |
| 1955                                                | Herman Decan                      | F. Castelyn           | Roger Soenens                  |           |
| 1956                                                | Georges Dequesne                  | Yves Delplanque       | Raymond Denutte                |           |
| 1957                                                | Édouard Klabinski                 | Albert Pinoy          | Louis Bodart                   |           |
| 1958                                                | François De Waegheneire           | Daniel Andries        | Horst Tüller                   |           |
| 1959                                                | Georges Dequesne                  | Jean-Marie Poppe      |                                |           |
| 1960                                                | Willy Bocklant                    | André Durnez          | Antoon Diependaele             |           |
| 1961                                                | Laurent Christiaens               | Jean-Marie Poppe      | Willy Raes                     |           |
| 1962                                                | Roland Aper                       | Georges Dequesne      | René Couchez                   |           |
| 1963                                                | Jan Nolmans                       | Raymond Reaux         | Jan Boonen                     |           |
| 1964                                                | Robert Duponchel                  | Jan Nolmans           | Herman Van Loo                 |           |
| 1965                                                | Daniel Deprez                     | Robert Maytas         | Pierre Verberckmoes            |           |
| 1966                                                | René Chtiej                       | Yves Lepachelet       | Michel Prissette               |           |
| 1967                                                | Bernard Delaurier                 | Michel Quinchon       | Claude Neuts                   |           |
| 1968                                                | André Dierickx                    | Englebert Opdebeeck   | Eddy Cael                      |           |
| 1969                                                | Willy Van Mechelen                |                       |                                |           |
| 1970                                                | Ronny Vanmarcke Ronny De Bisschop |                       |                                |           |
| 1971                                                | Louis Dierckx                     | José Vanackere        | Theo Heremans Julien Knockaert |           |
| 1972                                                | Willy Govaerts                    | Roger De Beukelaer    | Johannes Hendrickx             |           |
| 1973                                                | Theo Dockx                        | Lieven Malfait        | Roger De Beukelaer             |           |
| 1974                                                | Serge Vandaele                    | Marc Steels           | Karel Sels                     |           |
| 1975                                                | David Wells                       | Etienne De Beule      | Pol Verschuere                 |           |
| 1976                                                | Gery Verlinden                    | Jimmy Kruunenberg     | Luc Capelle                    |           |
| 1977                                                | Johan Huyghe                      | Ronan Onghena         | Bernard Depuydt                |           |
| 1978                                                | Jean-Pierre Vrancken              | Dirk Vermeersch       | Michel Demeyre                 |           |
| 1979                                                | Jan Bogaert                       | Jan Wijnants          | Michel Demeyre                 |           |
| 1980                                                | Rudy Delehouzée                   | Ronald Van Avermaet   | Ivan Verhaegen                 |           |
| 1981                                                | Jozef Lieckens                    | Eric Staes            | René De Brucker                |           |
| 1982                                                | Rudy Dhaenens                     | Jos Haex              | Allan Peiper                   |           |
| 1983                                                | Benno Wiss                        | Daniel Heggli         | Martin Durant                  |           |
| 1984                                                | Benno Wiss                        | Jörg Müller           | Eddy Haelemeersch              |           |
| 1985                                                | Guido Winterberg                  | Søren Lilholt         | Detlef Macha                   |           |
| 1986                                                | Othmar Haefliger                  | Dan Radtke            | Jens Heppner                   |           |
| 1987                                                | Luc Govaerts                      | Huub de Vries         | Rudy De Vijlder                |           |
| 1988                                                | Nico Roose                        | Ronny Thomas          | Yves Cossemijns                |           |
| 1989                                                | Viatcheslav Ekimov                | Dimitri Zhdanov       | Daniël Van Steenbergen         |           |
| 1990                                                | Uwe Preißler                      | Stephen McGlede       | Johan Van Den Dries            |           |
| 1991                                                | John Hughes                       | Laurent Desbiens      | David Spears                   |           |
| 1992                                                | Erwin Thijs                       | Vladimir Muravskis    | Leif Tore Eriksen              |           |
| 1993                                                | Sven Teutenberg                   | Dainis Ozols          | Miika Hietanen                 |           |
| 1994                                                | Dainis Ozols                      | Arvis Piziks          | Steve Rover                    |           |
| 1995                                                | Romāns Vainšteins                 | Tadeusz Rizi          | Mijailo Jalilov                |           |
| 1996                                                | Koos Moerenhout                   | Marc Streel           | Frank Høj                      |           |
| 1997                                                | Mario Aerts                       | Hans De Clercq        | Geert Van Bondt                |           |
| 1998                                                | Frank Høj                         | Koen Beeckman         | Grzegorz Gwiazdowski           |           |
| 1999                                                | Tayeb Braikia                     | Bert Roesems          | Andreas Klier                  |           |
| 2000                                                | Daniele Nardello                  | Thierry Marichal      | Sylvain Chavanel               |           |
| 2001                                                | Chris Peers                       | Jacky Durand          | Remco van der Ven              |           |
| 2002                                                | Robbie McEwen                     | Tom Boonen            | Christoph von Kleinsorgen      |           |
| 2003                                                | Gerben Löwik                      | Nico Mattan           | Dave Bruylandts                |           |
| 2004                                                | Jimmy Casper                      | Steven de Jongh       | Nico Mattan                    |           |
| 2005                                                | Marco Zanotti                     | Jimmy Casper          | Sébastien Hinault              |           |
| 2006                                                | Gert Steegmans                    | Danilo Hondo          | Olivier Kaisen                 |           |
| 2007                                                | Kevin Van Impe                    | Mark Cavendish        | Philippe Gilbert               |           |
| 2008                                                | Juan Antonio Flecha               | Sébastien Rosseler    | Jürgen Roelandts               |           |
| 2009                                                | Tyler Farrar                      | Tom Boonen            | Roger Hammond                  |           |
| 2010                                                | Adam Blythe                       | Sep Vanmarcke         | Jakob Fuglsang                 |           |
| Tour de Valonia-Picardía (Tour de Wallonie Picarde) |                                   |                       |                                |           |
| 2011                                                | Robbie McEwen                     | Tom Veelers           | Christopher Sutton             |           |
| Tour de Eurométropole (Eurométropole Tour)          |                                   |                       |                                |           |
| 2012                                                | Jürgen Roelandts                  | Juan Antonio Flecha   | Maarten Wynants                |           |
| 2013                                                | Jens Debusschere                  | John Degenkolb        | Tyler Farrar                   |           |
| 2014                                                | Arnaud Démare                     | Jens Debusschere      | Theo Bos                       |           |
| 2015                                                | Alexis Gougeard                   | Martijn Keizer        | Jürgen Roelandts               |           |
| 2016                                                | Dylan Groenewegen                 | Oliver Naesen         | Tom Boonen                     |           |
| 2017                                                | Daniel McLay                      | Kenny Dehaes          | Anthony Turgis                 |           |
| 2018                                                | Mads Pedersen                     | Jean-Pierre Drucker   | Oliver Naesen                  |           |
| 2019                                                | Piet Allegaert                    | Florian Sénéchal      | Jasper Stuyven                 |           |
| 2020                                                | cancelado                         | cancelado             | cancelado                      | cancelado |
| 2021                                                | Fabio Jakobsen                    | Jordi Meeus           | Mads Pedersen                  |           |
| Circuito Franco-Belga (Circuit franco-belge)        |                                   |                       |                                |           |
| 2022                                                | Alexander Kristoff                | Dries Van Gestel      | Victor Campenaerts             |           |
| 2023                                                | Arnaud De Lie                     | Rasmus Tiller         | Corbin Strong                  |           |
| 2024                                                | Biniam Girmay                     | Axel Zingle           | Marc Hirschi                   |           |

Notas:
- Entre 1924 e 2015 a corrida foi disputada por etapas, passando desde 2016 a corrida de apenas 1 dia.
- A edição de 1970 foi constituída por 2 etapas conquistadas respectivamente por Ronny Van Marcke e por Ronny De Bisschop, no entanto se desconhece o vencedor final pelo que nas diversas fontes são apresentados os nomes de ambos os vencedores de cada etapa.

## Palmarés por países
| País                         | Vitórias | Último vencedor             |
| ---------------------------- | -------- | --------------------------- |
| Bélgica                      | 43       | Arnaud De Lie em 2023       |
| França                       | 12       | Alexis Gougeard em 2015     |
| Suíça                        | 4        | Othmar Haefliger em 1986    |
| Reino Unido                  | 4        | Daniel McLay em 2017        |
| Países Baixos                | 4        | Fabio Jakobsen em 2021      |
| Dinamarca                    | 3        | Mads Pedersen em 2018       |
| Polónia                      | 2        | René Chtiej em 1966         |
| Alemanha Oriental + Alemanha | 2        | Sven Teutenberg em 1993     |
| Letônia                      | 2        | Romāns Vainšteins em 1995   |
| Itália                       | 2        | Marco Zanotti em 2005       |
| Austrália                    | 2        | Robbie McEwen em 2011       |
| União Soviética              | 1        | Viacheslav Yekímov em 1989  |
| Espanha                      | 1        | Juan Antonio Flecha em 2008 |
| Estados Unidos               | 1        | Tyler Farrar em 2009        |
| Noruega                      | 1        | Alexander Kristoff em 2022  |